# Уес Борланд
Уесли Лаудън Борланд (на английски: Wesley Louden Borland, роден на 7 февруари, 1975 в Ричмънд щата Вирджиния) е американски рок музикант. Той е най-известен като беквокалист и китарист на рап метъл групата Limp Bizkit. Известен е също и като водещ вокалист и китарист на групата Black Light Burns и съосновател на експерименталната метъл група Big Dumb Face.
Става популярен с мейнстрийм успеха на Limp Bizkit в края на 90-те и началото на 2000-те. През 1998 г. създава групата Big Dumb Face с брат си Скот и през 2001 г. напуска Limp Bizkit за да започне странични проекти като Eat The Day и групата The Damning Well. През 2004 г. се присъединява отново към Limp Bizkit и основава групата Black Light Burns, с която издава три студийни албума. През 2016 г. Борланд издава соло албума Crystal Machete.
Уес Борланд е известен със своите акустични звукови експерименти и сложния си и натруфен външен вид, който включва боядисване на лицето и тялото, различни маски и униформи. Рисувал е обложки на албуми и е създал изображенията за много от своите проекти. Също така е рисувал и картини с маслени бои. Бил е класиран на 37-мо място в класацията „Топ 100 китаристи на всички времена“ на Total Guitar. Създава лейбъла Edison Sound, който издава собствени музикални проекти.

## Ранни години и личен живот
Интересът на Борланд към музиката започва с барабани, но приключва бързо поради неодобрението на родителите му към ударните инструменти вкъщи. След това продължава с уроци по китара, които взима от член на презвитерианската църква на родителите си.
Когато братът на Борланд Скот проявява интерес към бас китарата, двамата братя започват да свирят заедно. Борланд открива, че интересът му към хип-хоп музиката се засилва с издаването на песента „Bring the Noise“ – колаборация между хевиметъл групата Антракс и хип-хоп групата Пъблик Енеми.
След това Борланд се премества в Джаксънвил, Флорида с родителите си, където, разочарован от местната музикална сцена, започва да посещава училището за изкуства Дъглас Андерсън. Докато е там, той изследва други артистични начинания, като скулптура и специални ефекти. Въпреки това Борланд не се отказва от музиката и продължава с уроци по китара, работейки с учител по китара, специализиран в джаз музиката. Според Борланд, „Първият ми учител беше вкоренил свиренето на слух толкова много, че когато моят учител по джаз ми даде нотни листове и аудиокасета към него, веднага се научавах чрез касетата, но не можех сам научавам нотите." Докато уменията му на китара продължават да се подобряват, Борланд започва да създава свои собствени партии и стил на китара. В крайна сметка, заради принудата да посещава църква и чувствайки липса на интерес към религията, разочарованието и затвореността на Борланд го карат да се премести от къщата на родителите си на 18-годишна възраст.
През април 1998 г. Борланд се жени за дългогодишната си приятелка Хедър Макмилан. Развеждат се през 2001 г. Вторият му брак е с Анна Карлис през 2009 г. Развеждат се през 2013 г. През 2016 г. се жени за Каре Калауей, вокалистка на американската инди рок група Queen Kwong. Живеят заедно в Детройт. Калауей подава молба за развод през 2019 г.
Борланд казва, че е атеист, но въпреки че не вярва в рая, той се надява, че греши.
В подкаста Let There Be Talk на Дийн Делрей, Борланд разкрива, че е инвестирал по-голямата част от ранните си печалби в рискови инвестиции на фондовия пазар. Заявява, че спадът на пазара в резултат на атаките от 11 септември е унищожил по-голямата част от богатството му.

## Кариера

### Лимп Бизкит и мейнстрийм успех (1994 – 2002)
През 1994 Борланд се присъединява към групата Limp Bizkit, където се появява със странни костюми по време на бурните живи изпълнения. Театралният рок стил на Борланд е бил основната атракция за много посетители на концертите им. След като ДиДжей Летал се присъединява към групата като търнтаблист, Борланд напуска Лимп Бизкит след разногласия с Фред Дърст. По-късно Борланд се присъединява обратно към Лимп Бизкит.
На въпрос на списание Spin през 1999 г. „Къде се виждаш след 10 години?“, Борланд отговаря „Навярно не в групата“.

### Напускане на Limp Bizkit, странични проекти, кратко завръщане в Limp Bizkit и участие вBlack Light Burns(2002 – 2009)
Уес създава през 1998 г. с брат си Скот Борланд.  През март 2001 г. групата издава дебютния си албум Duke Lion Fights the Terror!!. През есента на 2001 г. Уес Борланд напусна Лимп Бизкит, поради творчески различия с групата.
След това Борланд основава групата Eat the Day, в която той и брат му Скот ще действат като ко-водещи вокалисти. След като разбират, че това ограничава способностите им за свирене на китара, Eat The Day стартира открито търсене на нов вокалист. В интервю от 2021 г. Борланд твърди, че е преминал през поне 150 прослушвания.
Eat The Day в крайна сметка беше изоставен поради невъзможност да се намери вокалист. Незавършените демо записи от Eat the Day впоследствие бяха пуснати през април 2020 г. от Уес Борланд.
След провала на друг проект, The Damning Well, през 2003 г. Борланд започва да пише солов запис с другите членове Danny Lohner и Josh Freese, с участието на Josh Eustis и Jonathan Bates. Този запис служи като предшественик на Black Light Burns.
През август 2004 г. Борланд се присъединява отново към Лимп Бизкит и записва друг албум, The Unquestionable Truth (Part 1) през 2005 г.
Black Light Burns издават своя дебютен албум, Cruel Melody през пролетта на 2007 г., и получават одобрението на критиката. Албумът включва Борланд на вокалите и китарите. През 2008 г. Борланд, заедно с Richard Fortus и Sugizo, подгряват японската метъл група X Japan на концертите им в Tokyo Dome.
През 2008 г. Борланд се присъединява към Мерилин Менсън като китарист. През зимата на 2008 г. Борланд помага в записите на албума Youthanize на The Color of Violence от 2009 г. като басист.

### Повторни събиране на Лимп Бизкит (2009)
През 2009 г. оригиналният състав на Лимп Бизкит се събира отново и започва турне, което води до втория запис на Black Light Burns, който остава на заден план. Борланд напусна работата с Мерилин Менсън през май същата година, твърдейки, че причините за напускането му включват присъединяване към старата му група и творчески различия с Менсън, цитирайки „Това е шоуто на Мерилин Менсън там.“ Лимп Бизкит записват нов албум, който Борланд кръщава Gold Cobra. Издаден на 28 юни 2011 г. и получава смесени отзиви с множество рецензенти, които хвалят свиренето на китара на Борланд. Албумът достигн своя връх на номер 16 в Billboard 200.
Borland също така проектира обложката на албума за едноименния дебютен албум на Fear and the Nervous System от 2011 г.
През 2012 г. Black Light Burns започват отново да свирят след кратка пауза и издават втория си студиен албум The Moment You Realize You're Going to Fall и концептуален албум, Lotus Island, през януари 2013 г. През същата година, по време на Black Light Burns турне, Борланд заявява, че никога не би направил солов проект. „Ако бих направил солов проект, бих сложил името си на записа. Но това никога няма да се случи.“
Borland си сътрудничи с Riot Games за разработването на Hybrid Worlds, тематичната песен за Световното първенство на League of Legends Сезон 3. Борланд изпълнява на живо за събитието на 4 октомври 2013 г., заедно с The Crystal Method, Tina Guo и възпитаниците на Black Light Burns Дани Лохнер и Джо Лец.

### Солов албум, събиране наBig Dumb Face, демозаписи и Still Sucks (2016–настояще)
На 3 май 2016 г. Борланд издава инструментален соло албум, наречен Crystal Machete, от неговия личен звукозаписен лейбъл (Edison Sound), който го кара да излезе извън зоната си на комфорт, като не включва изкривени китари или вокали. Албумът получава много положителни отзиви. През 2016 г. той разпуска Black Light Burns.
През зимата на 2016 г. Лимп Бизкит започват съвместно турне във Великобритания с Корн, включително и дати на Wembley Arena с подкрепата на Madball.
През юни 2017 г. Борланд публикува в социалните медии, че Big Dumb Face ще се завърнат тази година, като в крайна сметка потвърждава, че новият албум, Where Is Duke Lion? He's Dead... ще бъде пуснат на 31 октомври чрез Edison Sound. Обяснявайки защо съживява Big Dumb Face след 16 години, той каза, че иска да направи нещо „наистина тежко“ за разлика от пост-рока на Crystal Machete и че в момента той „се занимава с правенето на неща, които [той] каза, че [той] никога няма да направи отново“, като соловия запис или съживяването на Black Light Burns, за да издаде нов албум през юни 2018 г. Той обаче каза, че няма да тръгне на турне с Big Dumb Face, тъй като има ангажименти с Лимп Бизкит и групата на бившата му съпруга Queen Kwong. През февруари 2018 г. Борланд отоново привлече внимание към себе си с работата си в студиото с Травис Баркър по „все още неозаглавен проект“. Той също така свири на китара на пет песни от дебютния солов албум на Джонатан Дейвис Black Labyrinth, който е записан между 2007 и 2018 г.
През април 2020 г., по време на пандемията COVID-19, Борланд започна публично да пуска нечуван досега материал от Eat the Day и Goatslayer, експериментален проект, който имаше с брат Скот, откакто двамата бяха тийнейджъри. Borland твърди, че последният проект има 23 албума с материал, първият от които, The Feather Serpent, е издаден на 25 април. На 5 декември Борланд обяви, че е приключил със записа и смесването на втория си соло албум The Astral Hand, който беше издаден три дни по-късно.
На 11 декември 2021 г. излезе третият албум на Big Dumb Face, Christmas in the Cave of Dagoth.
През април 2022 г. Борланд беше нает от Дани Елфман да свири с групата му на фестивала Coachella.

## Дискография
Лимп Бизкит
- Three Dollar Bill, Y'all (1997)
- Significant Other (1999)
- Chocolate Starfish and the Hot Dog Flavored Water (2000)
- The Unquestionable Truth (Part 1) (2005)
- Gold Cobra (2011)
- Still Sucks (2021)

Big Dumb Face
- Duke Lion Fights the Terror!! (2001)
- Where Is Duke Lion? He's Dead... (2017)
- Christmas in the Cave of Dagoth (2021)

Black Light Burns
- Cruel Melody (2007)
- Cover Your Heart and the Anvil Pants Odyssey (2008)
- The Moment You Realize You're Going to Fall (2012)
- Lotus Island (2013)

Eat the Day
- The Demos (2020) (recorded in 2002)
- The Addendum (2020) (recorded in 2002)

Goatslayer
- The Feather Serpent (2020) (recorded in 1993)

Solo
- Crystal Machete (2016)
- Matadors and Daughters (EP) (2018)
- The Astral Hand (2020)

Други изяви
- The Damning Well – Underworld (2003)
- The Crystal Method – Legion of Boom (2004)
- From First to Last – Heroine (2006)
- Drop Dead, Gorgeous – Worse Than a Fairy Tale (2007)
- Filter – Anthems for the Damned (2008)
- The Color of Violence – Youthanize (2009)
- Combichrist – Scarred (EP) (2010)
- Combichrist – Making Monsters (2010)
- tomandandy – Resident Evil : Afterlife 3D (Music From The Motion Picture) (2010)
- tomandandy – Resident Evil: Retribution (Music From The Motion Picture) (2012)
- Tech N9ne – Therapy (2013)
- Queen Kwong – The Strange Fruit (2014)
- Tina Guo – Cello Metal (2015)
- Sukekiyo – VITIUM (2015)
- DREAD – In Dub (2017)
- Queen Kwong – Love Me to Death (2018)
- Джонатан Дейвис – Black Labyrinth (2018)